# جيك هربرت
جيك هربرت (بالإنجليزية: Jake Herbert) هو مصارع هاوي أمريكي، ولد في 6 مارس 1985 في بيتسبرغ في الولايات المتحدة.

## وصلات خارجية
- جيك هربرت على موقع قاعدة بيانات المصارعة الدولية (الإنجليزية)
- جيك هربرت على موقع أوليمبيديا (الإنجليزية)